# Bruchsal

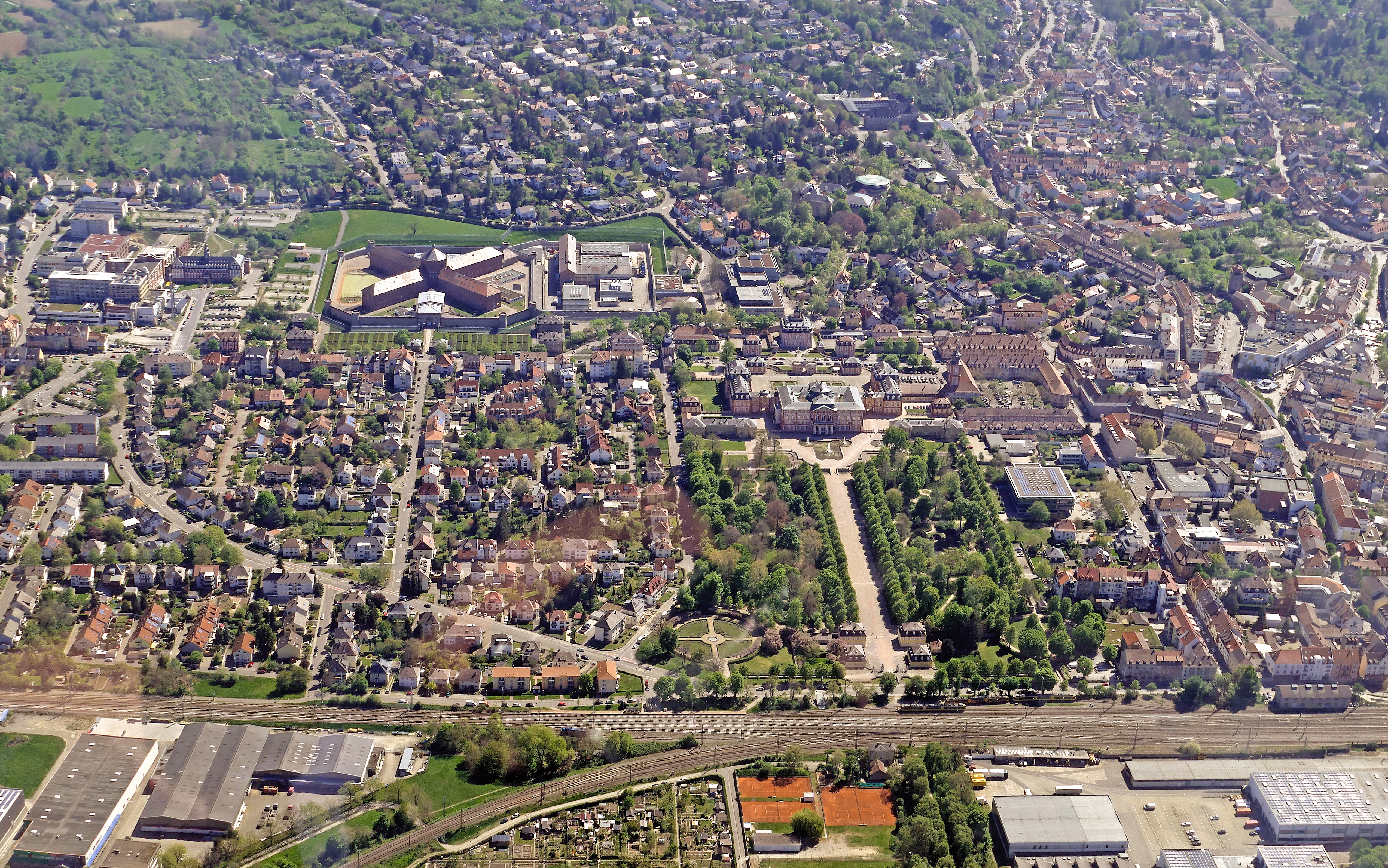
Luftbild des Zentrums von Bruchsal mit Schloss und Justizvollzugsanstalt

Bruchsal (ⓘ, südfränkisch: Brusl) ist eine Stadt am westlichen Rand des Kraichgaus, etwa 20 Kilometer nördlich von Karlsruhe in Baden-Württemberg. Sie ist die bevölkerungsreichste Stadt des Landkreises Karlsruhe und ein Mittelzentrum für die umliegenden Gemeinden. Bis 1972 war Bruchsal Sitz des gleichnamigen Landkreises, der im Zuge der Kreisreform zum 1. Januar 1973 im Landkreis Karlsruhe aufging.
Um das Jahr 1955 überschritt die Einwohnerzahl die Grenze von 20.000. Deshalb wurde Bruchsal bereits mit Inkrafttreten der baden-württembergischen Gemeindeordnung zum 1. April 1956 zur Großen Kreisstadt erhoben. Mit der Nachbargemeinde Forst hat Bruchsal eine Verwaltungsgemeinschaft vereinbart.

## Geographie

### Lage
Bruchsal liegt am Rande der Oberrheinischen Tiefebene und des Kraichgaus an der Saalbach, einem kleinen Nebenfluss des Rheins, der zwischen Philippsburg und Oberhausen mündet.

### Nachbargemeinden
Folgende Städte und Gemeinden grenzen an die Stadt Bruchsal. Sie werden im Uhrzeigersinn beginnend im Norden genannt und gehören alle zum Landkreis Karlsruhe: Forst, Ubstadt-Weiher, Kraichtal, Bretten, Gondelsheim, Walzbachtal, Weingarten (Baden), Stutensee und Karlsdorf-Neuthard. Die zum Stadtgebiet Bruchsals und zur Gemarkung der Kernstadt gehörige Exklave nördlich von Karlsdorf-Neuthard grenzt an die Gemeinden Graben-Neudorf, Waghäusel und Hambrücken sowie, wie der Hauptteil der Gemeinde, an die Gemeinden Forst und Karlsdorf-Neuthard.

### Stadtgliederung

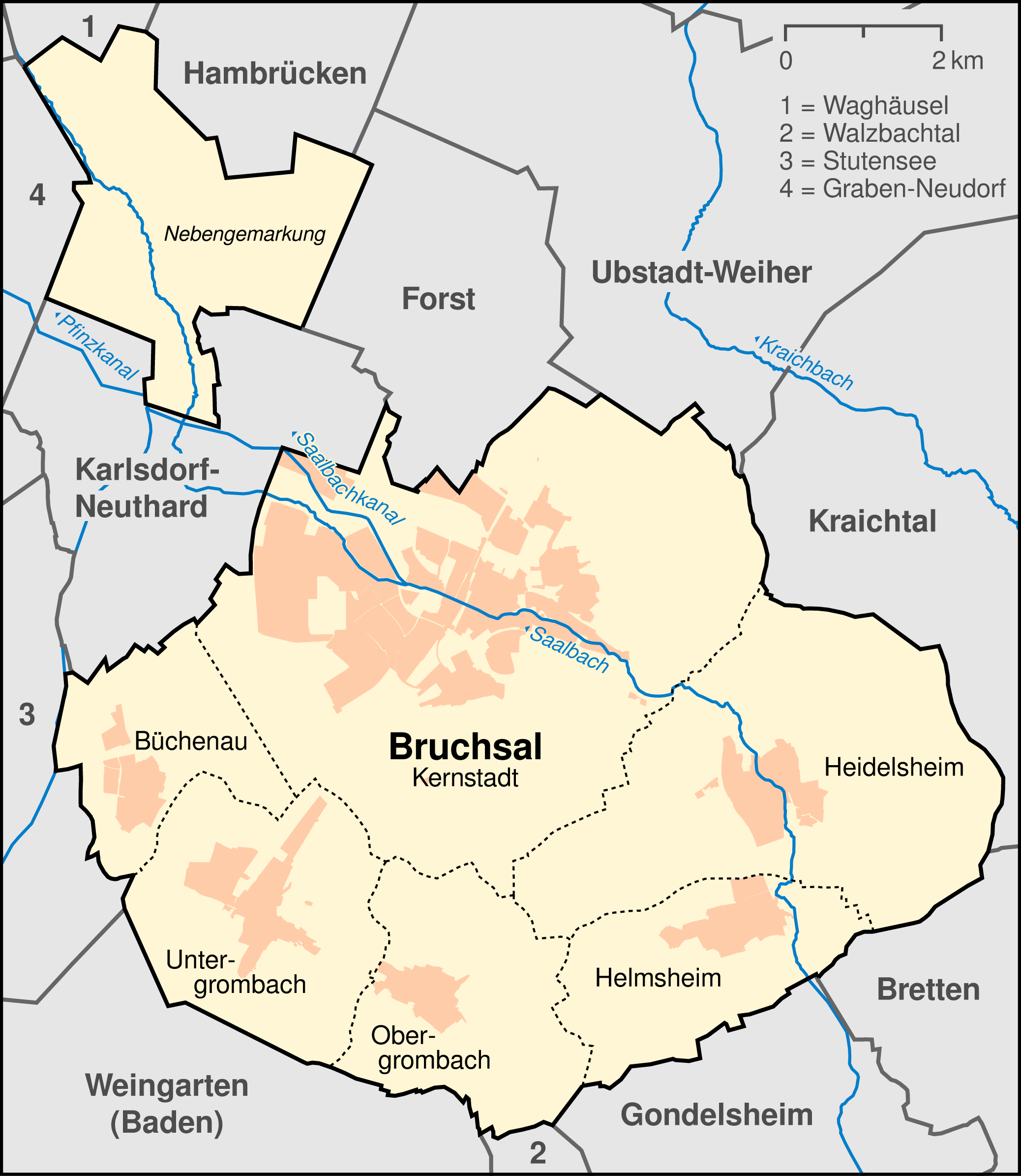
Stadtgliederung von Bruchsal

Der Stadtkern von Bruchsal mit den Kirchen St. Peter, Stadtkirche und Lutherkirche sowie dem Bergfried von der Andreasstaffel aus gesehen.

Das Stadtgebiet Bruchsals gliedert sich in die Kernstadt und die Stadtteile Büchenau, Heidelsheim, Helmsheim, Obergrombach und Untergrombach.
Gelegentlich werden innerhalb der Kernstadt noch Wohngebiete mit eigenem Namen unterschieden (z. B. Silberhölle, Weiherberg, Augsteiner, Südstadt, Reserve), wobei deren Grenzen meist nicht genau festgelegt sind. Ferner gibt es im Stadtgebiet auch noch separat gelegene Wohnplätze, die oftmals nur aus einem oder wenigen Häusern bestehen, so etwa Langental, Rohrbacher Hof, Scheckenbronnerhof, Staighof, Talmühle und Auf dem Michaelsberg (Untergrombach).
Für die bei der Gebietsreform der 1970er-Jahre eingegliederten Stadtteile wurde die Ortschaftsverfassung eingeführt, das heißt, die Bürger des Stadtteils (Ortschaft) wählen bei jeder Kommunalwahl ein eigenes Gremium, den Ortschaftsrat, der zu wichtigen Angelegenheiten der Ortschaft zu hören ist. Vorsitzender des Ortschaftsrates ist der Ortsvorsteher.

### Raumplanung
Bruchsal bildet ein Mittelzentrum innerhalb des Verbands Region Karlsruhe, deren Oberzentrum die Stadt Karlsruhe ist. Zum Mittelbereich Bruchsal gehören neben der Stadt Bruchsal noch die Städte und Gemeinden Bad Schönborn, Forst, Hambrücken, Karlsdorf-Neuthard, Kraichtal, Kronau, Oberhausen-Rheinhausen, Östringen, Philippsburg, Ubstadt-Weiher und Waghäusel des Landkreises Karlsruhe.

## Geschichte

### Frühe Geschichte
Auf dem Michaelsberg in Untergrombach wurden Funde der Michelsberger Kultur aus dem späten 5. und des 4. Jahrtausend v. Chr. des Jungneolithikum bekannt.
In Bruchsal wurde 996 eine Urkunde Kaiser Otto III. für das Bistum Freising ausgefertigt, in der der Erstbeleg für das Wort Österreich (als Ostarrichi) erscheint.

### Religionen

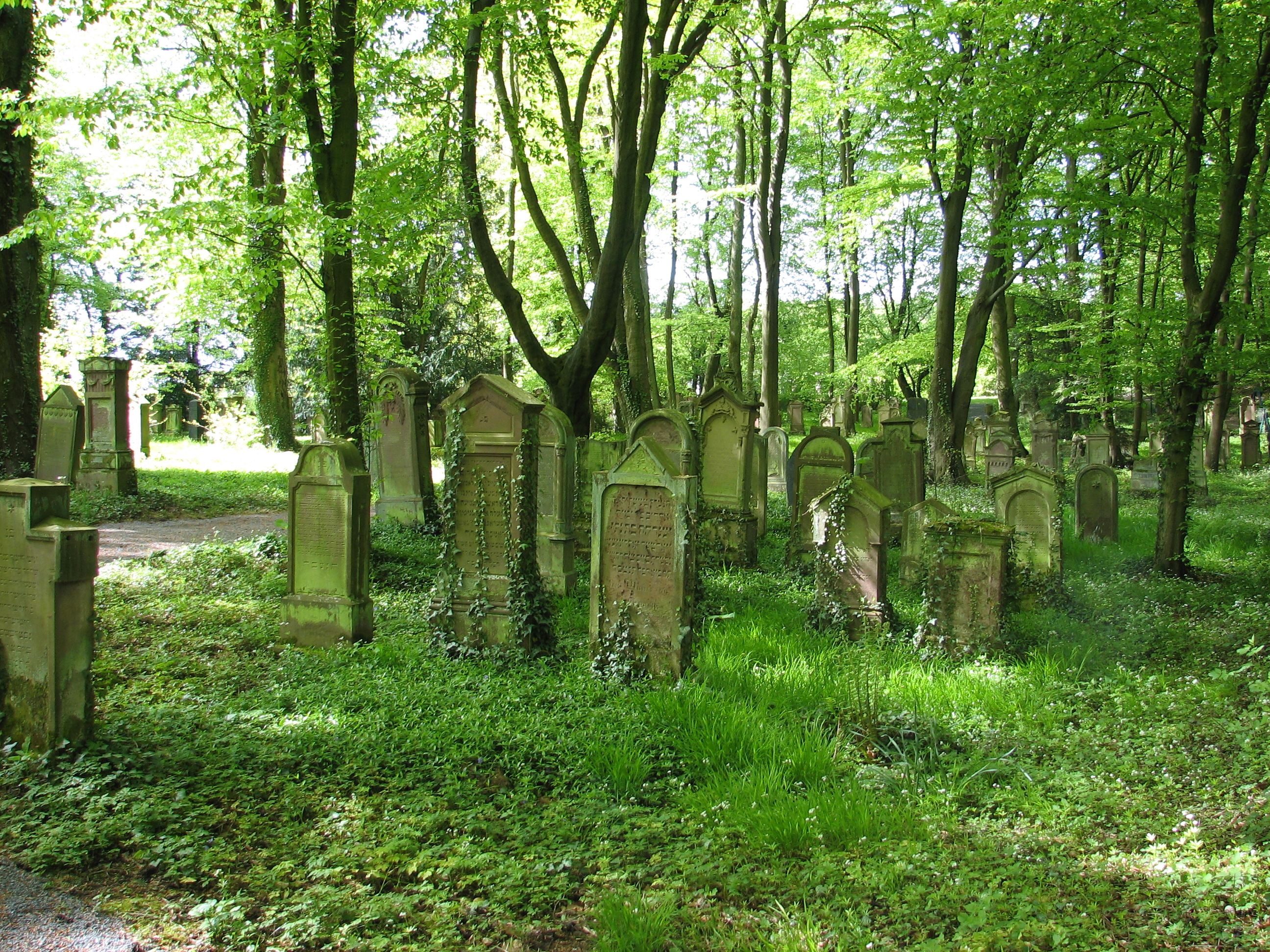
Alter jüdischer Friedhof bei Obergrombach

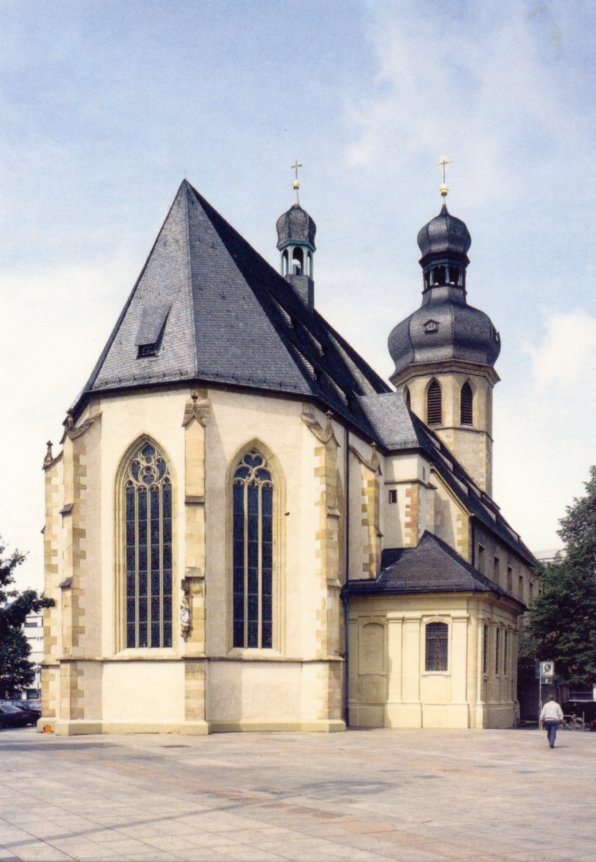
Stadtkirche Unsere Liebe Frau (katholisch)

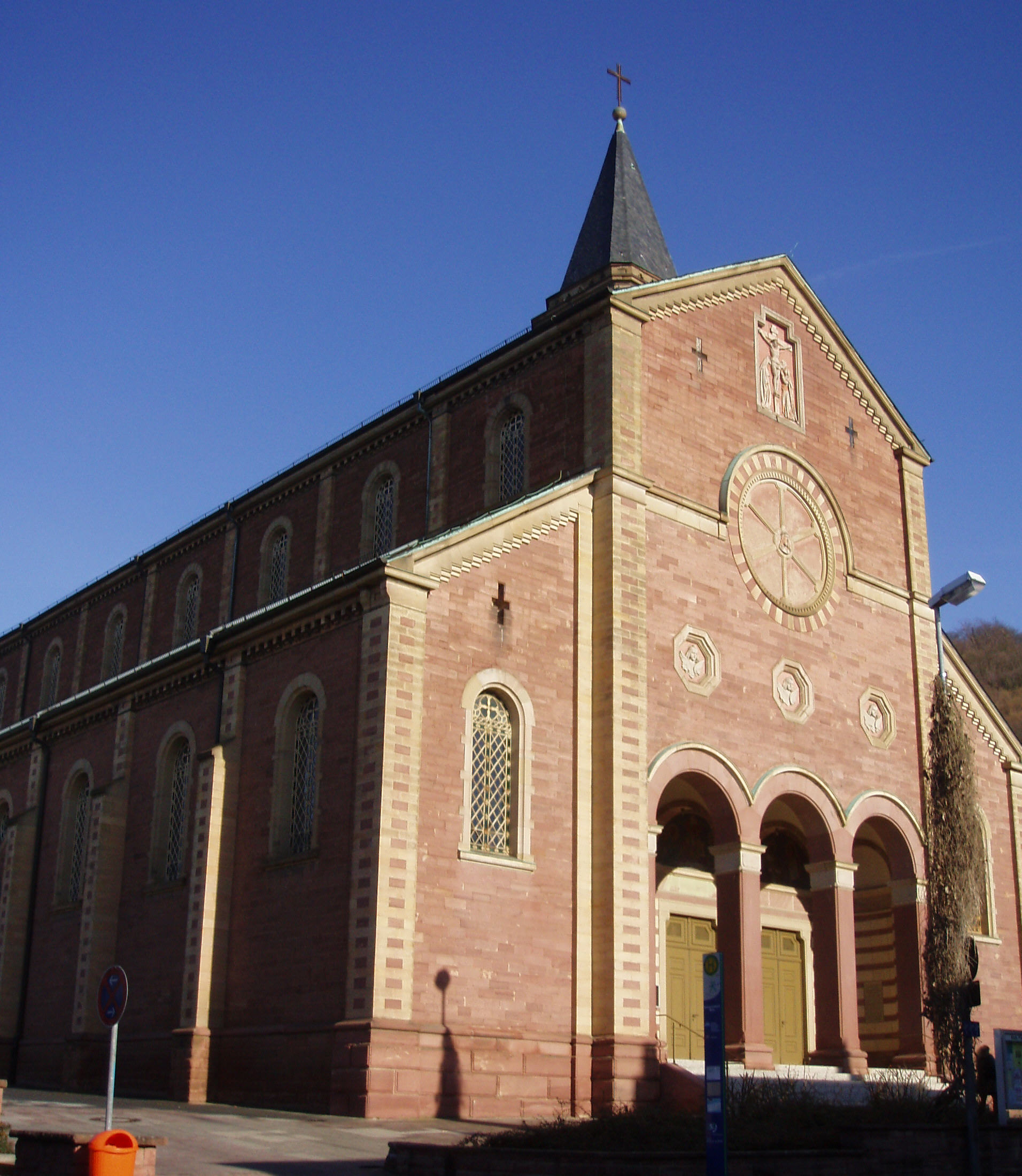
St. Cosmas und Damian Untergrombach

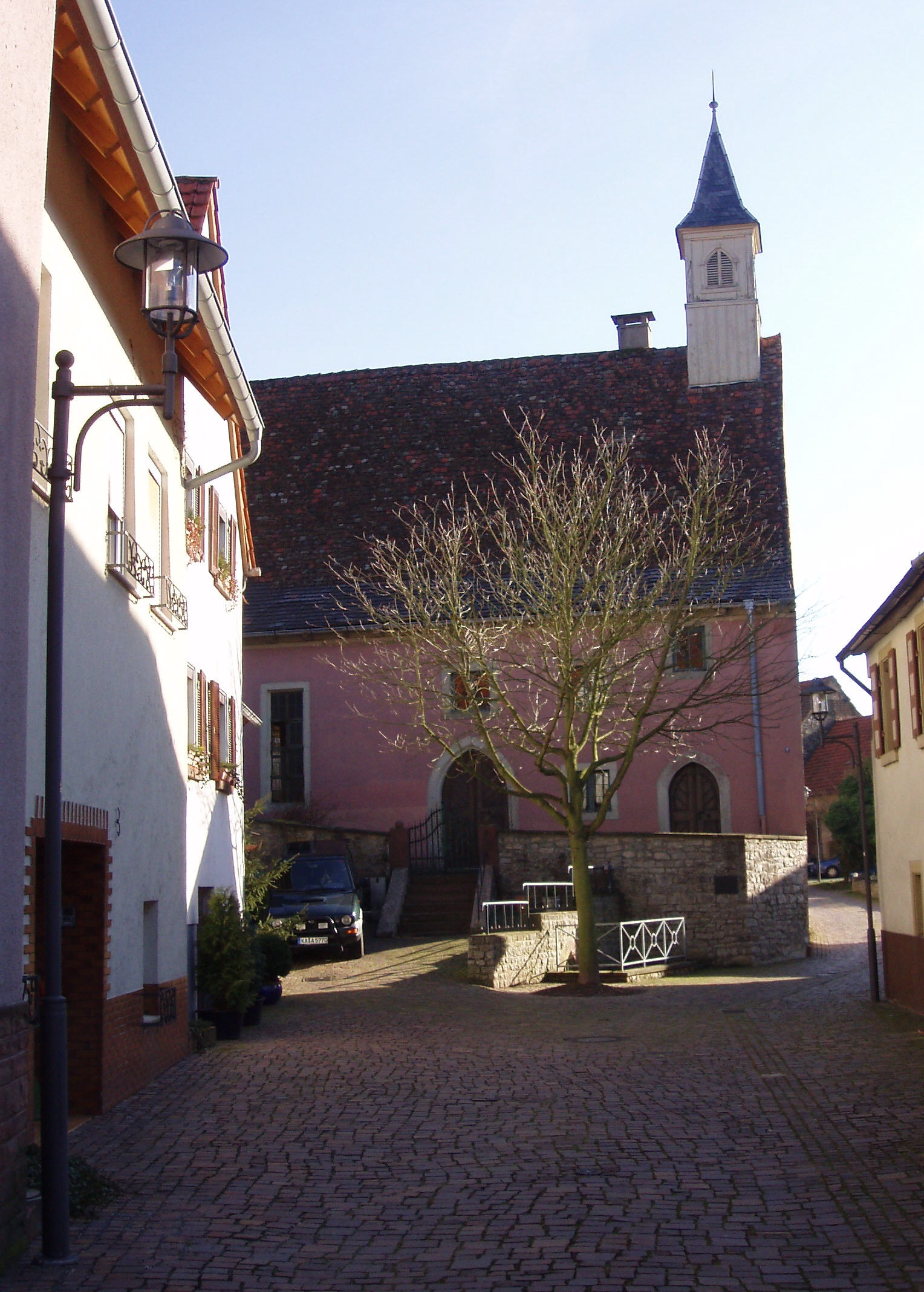
Die Schlosskapelle in Obergrombach war zunächst eine katholische Kirche, dann eine Synagoge und schließlich eine evangelische Kirche

Das Gebiet der Stadt Bruchsal gehörte schon seit dem Mittelalter sowohl politisch als auch kirchlich zum Bistum Speyer und war dem Archidiakonat der Propstei des Kollegiatstiftes zum heiligen Johannes und heiligen Guido in Speyer unterstellt. Der Johanniterorden hatte in Bruchsal eine Kommende. Sie wurde vor 1272 gegründet und 1806 verstaatlicht. Die Reformation konnte in Bruchsal kaum Fuß fassen und wurde schließlich durch den Bischof unterdrückt, so dass die Stadt überwiegend katholisch blieb. Schon sehr früh wurde Bruchsal Sitz eines Dekanats. 1716 wurde sie sogar Sitz des gesamten Hochstifts, als Bischof Heinrich von Rollingen ins Bruchsaler Schloss übersiedelte und damit Bruchsal Residenzstadt wurde. Als das Hochstift 1803 säkularisiert wurde, blieb Bruchsal aber noch Sitz des geistlichen Territoriums bis zum Tode des Bischofs 1810. Dann wurde Bruchsal Sitz des Generalvikariats Bruchsal, das für das gesamte rechtsrheinische Gebiet der ehemaligen Hochstifte Speyer, Mainz und Worms zuständig war. 1821 wurde dann das Erzbistum Freiburg als neues Bistum für das Großherzogtum Baden gegründet und 1827 nahm der erste Erzbischof sein Amt auf. Seither gehörte Bruchsal mit seinem gesamten Umland zu diesem Erzbistum und wurde erneut Sitz eines Dekanats. Zu ihm gehören heute 28 Pfarrgemeinden in 10 Seelsorgeeinheiten im gesamten Raum Bruchsal. Pfarrgemeinden beziehungsweise -kirchen sind in der Kernstadt St. Peter, Stadtkirche Unserer Lieben Frau, Schlosskirche St. Damian und Hugo, St. Paul, St. Anton und St. Josef sowie in den Stadtteilen St. Bartholomäus Büchenau, St. Maria Heidelsheim, St. Sebastian Helmsheim, St. Martin Obergrombach sowie St. Cosmas und Damian Untergrombach. Hensel Frosch erbaute im 15. Jahrhundert auf dem Michaelsberg bei Untergrombach eine Wallfahrtskirche.
Nach der Säkularisation 1803 wurde in Bruchsal auch eine evangelische Gemeinde gegründet, die sich in der Folgezeit stets vergrößerte (1825 erst 584, 1900 bereits 3720 Mitglieder) und 1928 in eine Nord- und eine Südgemeinde geteilt wurde. Für beide Gemeinden wurde 1935/36 die Lutherkirche erbaut, die im Zweiten Weltkrieg zerstört und 1950 wieder aufgebaut wurde. Ende des 20. Jahrhunderts wurden die Gemeinden wieder zur Luthergemeinde-Bruchsal vereinigt. Nach dem Krieg entstand mit der Paul-Gerhardt-Kirche eine weitere evangelische Kirche. Die Stadtteile Heidelsheim und Helmsheim waren wegen ihrer Zugehörigkeit zur Kurpfalz beziehungsweise zu Baden früh protestantisch geworden, während die Stadtteile Büchenau, Obergrombach und Untergrombach als Teil des Bistums Speyer überwiegend katholisch blieben. Erst in jüngster Zeit sind auch in diesen Stadtteilen Protestanten zugezogen. Dies führte zur Gründung der Christusgemeinde für die Stadtteile Ober- und Untergrombach. Die Protestanten Büchenaus gehören nach wie vor zur Nachbargemeinde Staffort (Stadt Stutensee). Gehörten die landeskirchlichen Protestanten im Raum Bruchsal nach 1806 zunächst noch zum Dekanat Bretten, so wurde Bruchsal 1981 Sitz des bereits seit 1809 bestehenden Dekanats und Kirchenbezirks Karlsruhe-Land. 2007 wurde der Dekanatssitz in die Nachbargemeinde Forst verlegt. 2014 wurde ein Teil des nördlichen Dekanats inklusive Bruchsal mit dem bisherigen Dekanat Bretten zum neuen Kirchenbezirk Bretten-Bruchsal vereint. Das Dekanat befindet sich in der Melanchtonstadt Bretten. Im Stadtgebiet Bruchsals gibt es somit folgende landeskirchliche Gemeinden: Die drei Pfarrgemeinden Luthergemeinde, Paul-Gerhardt-Gemeinde, jeweils in der Kernstadt, und die Christusgemeinde in Unter- und Obergrombach – diese drei bilden die Evangelische Gesamtkirchengemeinde Bruchsal – sowie die Evangelische Kirchengemeinde Heidelsheim, die Evangelische Kirchengemeinde Helmsheim und den Büchenauer Teil der Evangelischen Kirchengemeinde Staffort-Büchenau in den Stadtteilen.
Daneben bestehen in Bruchsal auch noch Gemeinden verschiedener Freikirchen, darunter eine Gemeinde der Evangelisch-methodistischen Kirche und eine Adventisten-Gemeinde, die Kirche für Bruchsal (KFB) sowie die FeG Bruchsal. Die Stadtmission Bruchsal ist eine landeskirchliche Gemeinschaft unter dem Dach des Liebenzeller Gemeinschaftsverbandes und ist eine Gemeinschaft innerhalb der evangelischen Landeskirche in Baden. Auch die Neuapostolische Kirche und die Zeugen Jehovas sind in Bruchsal präsent.
Seit dem 13. Jahrhundert lebten Juden in Bruchsal. Ende des 19. Jahrhunderts gab es in Bruchsal eine der größten israelitischen Gemeinden Badens, sie zählte 1875 beachtliche 609 Mitglieder (5,6 % der Gesamtbevölkerung Bruchsals). Ihren Mitgliedern verdankt die Stadt wesentliche wirtschaftliche und kulturelle Impulse. Die rechtliche Gleichstellung und allmähliche Integration der Juden in die Mehrheitsgesellschaft wurden jedoch immer wieder – politisch oder auch durch gewalttätige Übergriffe – von antisemitischen Kräften behindert. Die Stationen der Judenverfolgung im Nationalsozialismus hießen dann auch in Bruchsal: Boykott und Zerstörung der wirtschaftlichen Basis – gesellschaftliche und gesetzliche Ausgrenzung – Pogrom am 9./10. November 1938 und Vertreibung. Am 22. Oktober 1940 wurden in der Wagner-Bürckel-Aktion fast alle in Baden lebenden Juden nach Gurs deportiert. Mindestens 104 Bruchsaler Juden wurden von den Nationalsozialisten ermordet. Seit Ende des Zweiten Weltkriegs gibt es keine jüdische Gemeinde mehr in Bruchsal.
Vor allem durch Einwanderung gibt es seit einigen Jahrzehnten auch Muslime und islamische Gotteshäuser (Moscheen) in Bruchsal: Die türkische DITIB-Moschee Sultan Ahmet Camii, die sich früher im Schattengraben befand, befindet sich jetzt in der Industriestraße. 2005 wurde dort eine ehemalige Druckerei umgebaut und 2012 eine Moschee eröffnet. Die Sütcü-Imam-Camii-Moschee der Islamischen Gemeinschaft Millî Görüş steht im Bannweideweg. Die Bait-ul-Ahad-Moschee der Ahmadiyya Muslim Jamaat wurde am 12. Dezember 2012 von Kalif Mirza Masroor Ahmad eingeweiht und befindet sich in der Eisenbahnstraße.

### Eingemeindungen
In die Stadt Bruchsal wurden folgende Städte und Gemeinden eingegliedert. Sie gehörten vor der Kreisreform 1973 alle zum Landkreis Bruchsal.
- 1. Juli 1971: Stadt Obergrombach und Gemeinde Untergrombach[5]
- 1. Juli 1972: Gemeinden Büchenau und Helmsheim[5]
- 1. Oktober 1974: Stadt Heidelsheim[6]

### Einwohnerentwicklung

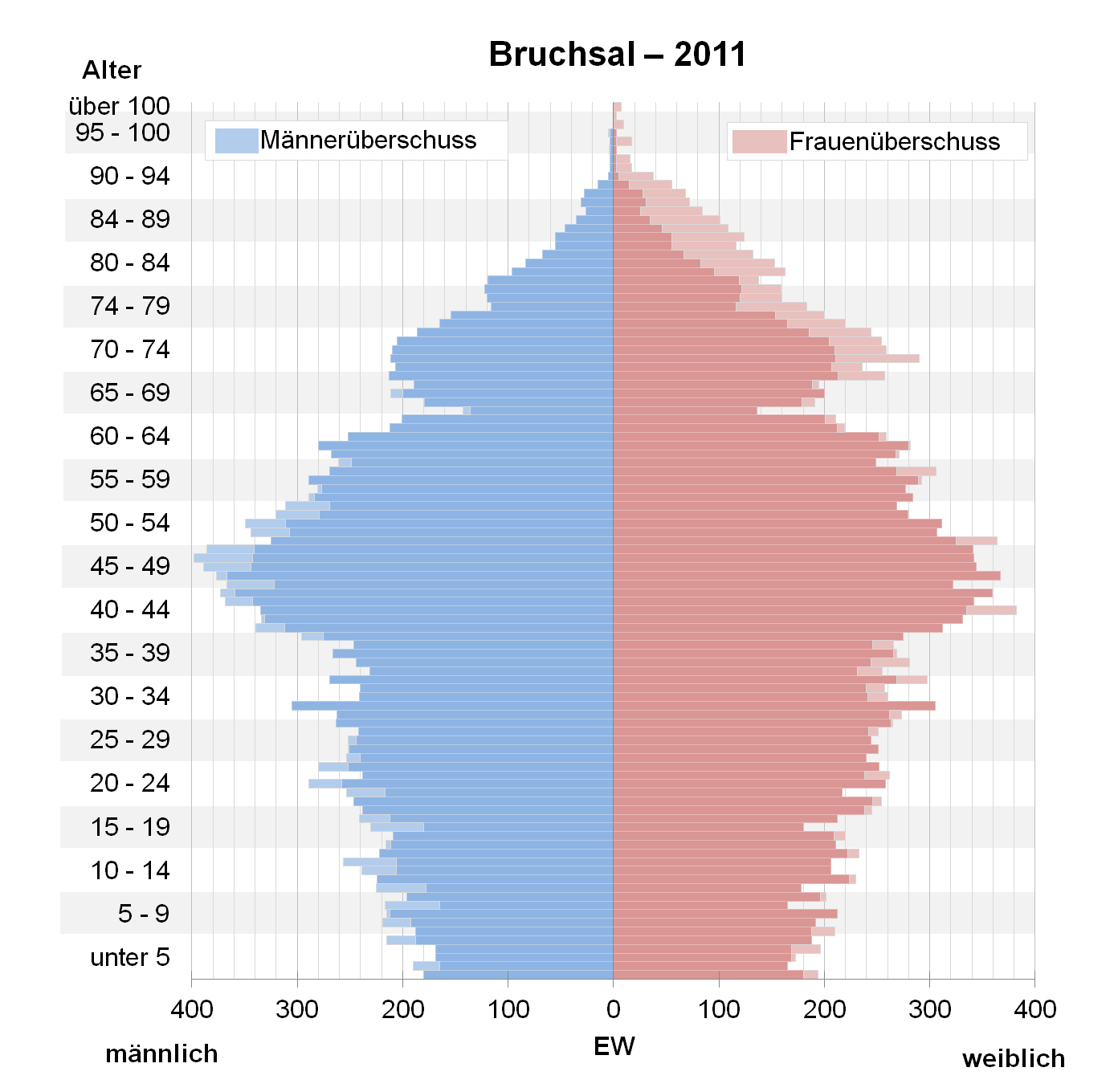
Bevölkerungspyramide für Bruchsal (Datenquelle: Zensus 2011)

Einwohnerzahlen nach dem jeweiligen Gebietsstand. Die Zahlen sind Schätzung oder Volkszählungsergebnisse (¹) sowie amtliche Fortschreibungen der jeweiligen Statistischen Ämter (nur Hauptwohnsitze).
| Jahr               | Einwohner |
| ------------------ | --------- |
| 1465               | 2.500     |
| 1530               | 2.700     |
| 1698               | 1.400     |
| 1787               | 4.112     |
| 1825               | 6.833     |
| 1852               | 9.096     |
| 1. Dezember 1871   | 9.762     |
| 1. Dezember 1880 ¹ | 11.373    |
| 1. Dezember 1890 ¹ | 11.909    |
| 1. Dezember 1900 ¹ | 13.555    |
| 1. Dezember 1910 ¹ | 15.391    |
| 8. Oktober 1919 ¹  | 15.453    |
| 16. Juni 1925 ¹    | 16.469    |

| Jahr                 | Einwohner |
| -------------------- | --------- |
| 16. Juni 1933 ¹      | 16.903    |
| 17. Mai 1939 ¹       | 18.158    |
| Dezember 1945 ¹      | 12.890    |
| 13. September 1950 ¹ | 16.282    |
| 6. Juni 1961 ¹       | 22.578    |
| 27. Mai 1970 ¹       | 27.308    |
| 31. Dezember 1975    | 38.929    |
| 31. Dezember 1980    | 37.351    |
| 25. Mai 1987 ¹       | 36.500    |
| 31. Dezember 1990    | 38.059    |
| 31. Dezember 1995    | 40.413    |
| 31. Dezember 2000    | 41.777    |
| 31. Dezember 2005    | 42.891    |
| 30. Dezember 2010    | 43.224    |
| 31. Dezember 2016    | 44.266    |
| 31. Dezember 2020    | 45.364    |
| 31. Dezember 2023    | 47.403    |

¹ Volkszählungsergebnis
Einwohnerzahl aufgeschlüsselt nach Stadtteilen
- Kernstadt Nordost 9.390
- Kernstadt Südost 7.502
- Kernstadt Südwest 5.263
- Kernstadt Nordwest 2.850
- Kernstadt Gesamt: 25.005
- Büchenau 2.232
- Heidelsheim 4.639
- Helmsheim 2.185
- Obergrombach 2.475
- Untergrombach 5.891

Stand 31. März 2010 Statistikamt der Stadt Bruchsal

## Politik

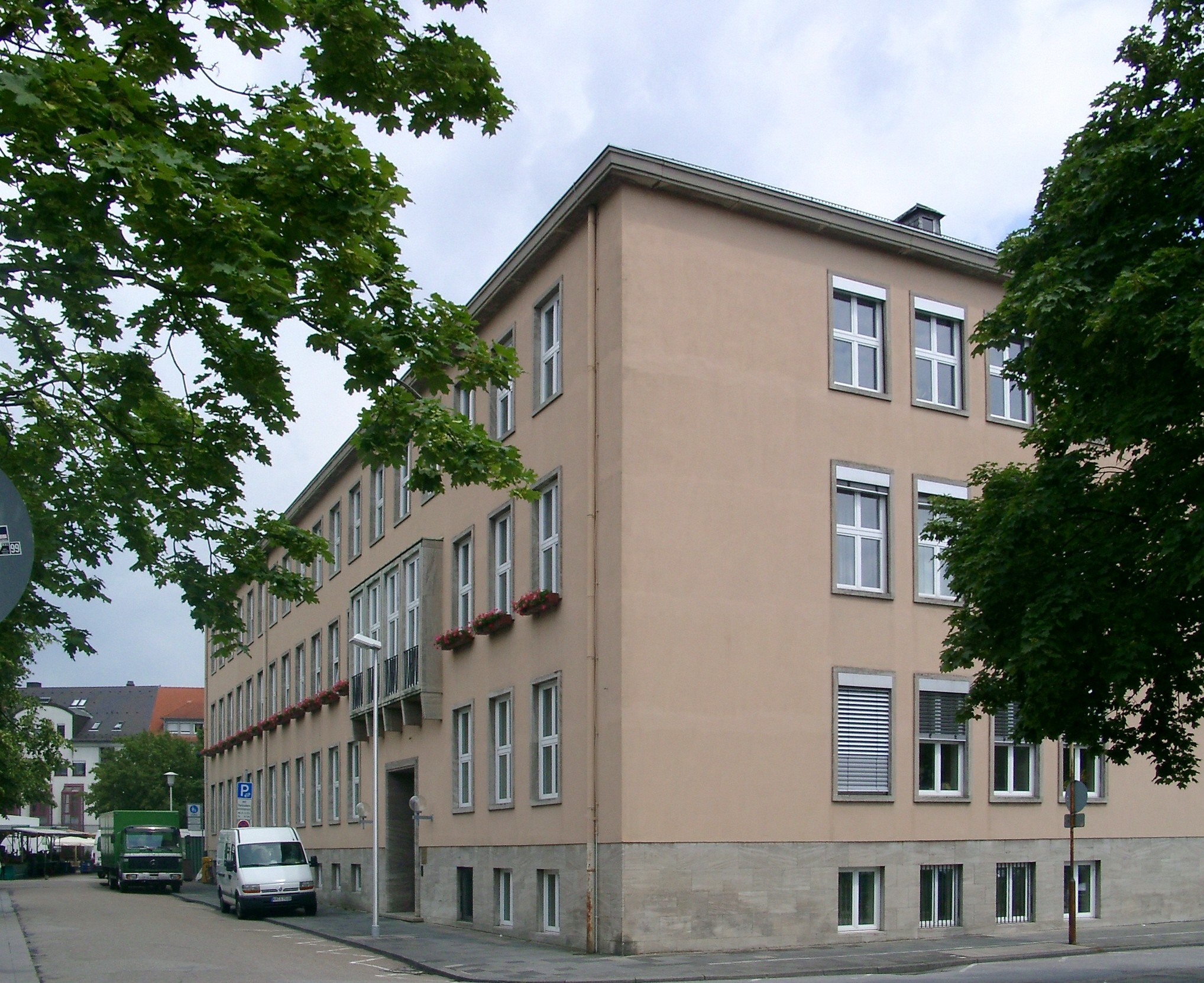
Rathaus Bruchsal, Seiteneingang

### Gemeinderat
Der Gemeinderat hat 32 ehrenamtliche Mitglieder, die für fünf Jahre gewählt werden. Die Gemeinderäte führen die Bezeichnung Stadträtin/Stadtrat. Hinzu kommt die Oberbürgermeisterin als stimmberechtigte Gemeinderatsvorsitzende.
Die Kommunalwahl 2024 führte zu folgendem Ergebnis (in Klammern: Unterschied zu 2019):
| CDU                                 | 27,4 % (+0,2) | 9 (+1) |
| SPD                                 | 17,5 % (+0,2) | 6 (+1) |
| Grüne Bruchsal                      | 16,6 % (−2,2) | 5 (−1) |
| Freie Wähler                        | 14,2 % (−0,5) | 4 (−1) |
| AfD                                 | 13,8 % (+5,8) | 4 (+1) |
| FDP/Bürgerliste                     | 5,8 % (−3,6)  | 2 (−1) |
| Aufbruch Bruchsal                   | 2,8 % (+1,1)  | 1 (±0) |
| Unabhängige Wählervereinigung (UWV) | 1,9 % (−0,6)  | 1 (±0) |
| Wahlbeteiligung: 58,0 % (+1,1)      |               |        |

Die Stadt Bruchsal besitzt ebenso seit dem Jahr 2018 einen Jugendgemeinderat, welcher im zweijährigen Turnus gewählt wird. Die 14 Mitglieder des Gremiums haben dabei ein Rede- und Antragsrecht im Gemeinderat sowie in dessen Ausschüssen und sind damit eine etablierte politische Institution Bruchsals.

### Stadtoberhäupter
Stadtoberhaupt ist der Bürgermeister, seit 1. April 1956 Oberbürgermeister, der von der Bevölkerung auf acht Jahre direkt gewählt wird. Sein ständiger Vertreter ist der Erste Beigeordnete mit der Amtsbezeichnung Bürgermeister.
Bürgermeister und Oberbürgermeister
- 1820–1824: Christian Messing
- 1824–1833: OB Kohner
- 1833–1876: Stelle unbesetzt
- 1876–1881: Andreas Heck
- 1881–1886: Stelle unbesetzt
- 1886–1887: Julius Kanzler
- 1888–1898: Albert Gautier
- 1898–1913: Karl Stritt
- 1914–1933: Karl Meister
- 1933–1934: Hans Arnold (Bürgermeister)
- 1935–1938: Karl Fees (Bürgermeister)
- 1938–1944: Theophil Lang (Bürgermeister)
- 1945: Wilhelm Lingg (Bürgermeister)
- 1945–1963: Franz Bläsi (CDU)
- 1964–1985: Adolf Bieringer (CDU)
- 1985–2009: Bernd Doll (CDU)
- seit 2009: Cornelia Petzold-Schick (parteilos, ab 2023 Bündnis 90/Die Grünen)

### Wappen

Flagge der Stadt Bruchsal

| Wappen der Stadt Bruchsal | Blasonierung In Blau ein durchgehendes, geschliffenes silbernes Kreuz, im rechten Obereck eine silberne Kugel. Beschreibung Das Wappen wird schon seit vielen Jahrhunderten geführt, es symbolisiert das Speyerische Kreuz, da die Stadt Bruchsal bis 1803 Residenzstadt des Hochstifts Speyer war. Die Kugel ist möglicherweise durch ein Versehen in das Wappen aufgenommen worden, indem bei älteren Abbildungen ein Gravurfehler als Punkt oder Kugel interpretiert wurde. Im Volksmund wird sie gelegentlich auch als „Schandfleck“ der Stadt gedeutet. Nach anderen Quellen wurde sie als Unterscheidungsmerkmal vom fürstbischöflichen Wappen eingefügt. Die Stadtfarben sind weiß-blau. |

### Städtepartnerschaften
Bruchsal unterhält mit folgenden Städten Städtepartnerschaften:
- Sainte-Menehould (Frankreich) seit 1965
- Cwmbran, County Borough Torfaen (Wales, Vereinigtes Königreich), seit 1979
- Sainte-Marie-aux-Mines (Frankreich), seit 1989
- Gornja Radgona (Slowenien), seit 2006
- Volterra (Italien), seit 2008

## Wirtschaft und Infrastruktur

### Verkehr

#### Schienenverkehr und ÖPNV
Der Bahnhof Bruchsal liegt am Schnittpunkt der Bahnstrecken Mannheim–Basel (Rheintalbahn), Westbahn und Bruhrainbahn und ist über eine Verbindungskurve an die Schnellfahrstrecke Mannheim–Stuttgart angeschlossen. Verschiedene ICE- und IC-Züge des Fernverkehrs halten in Bruchsal.
Im Regionalverkehr bedienen die S-Bahn-Linien S 3 (Karlsruhe–Heidelberg–Germersheim), S 33 (Bruchsal–Graben Neudorf–Germersheim) und S 4 (Bruchsal–Heidelberg–Germersheim) der S-Bahn RheinNeckar, die Stadtbahn-Linien S 31 (Karlsruhe–Bruchsal–Odenheim), S 32 (Karlsruhe–Bruchsal–Menzingen) der Stadtbahn Karlsruhe sowie die Regionalbahnlinien RB 17b (ehemals S 9) (Bruchsal–Bretten–Mühlacker) und RB17c (Heidelberg–Bruchsal–Bretten–Mühlacker (–Stuttgart)) der SWEG (vormals Abellio BW) den Bahnhof.
Das Gewerbliche Bildungszentrum und die Bruchsaler Stadtteile Untergrombach, Heidelsheim sowie Helmsheim liegen an den Stadtbahnlinien. Im Bruchsaler Kernstadtgebiet gibt es neben dem Bahnhof noch die Stadtbahnhaltestellen „Schlossgarten“ und „Stegwiesen“ der Linien S31 und S32, „Tunnelstraße“ und „Schlachthof“ der Linie S9, sowie seit 2011 die Haltestellen „Sportzentrum“ und „Am Mantel“. Den öffentlichen Personennahverkehr (ÖPNV) bedienen ferner zahlreiche Regionalbuslinien. Außerdem gibt es an Werktagen halbstündlich verkehrende Stadtbusse, die unter anderem die Stadtteile anbinden. Außerhalb der Betriebszeiten der Stadt- und Regionalbuslinien erschließt das Anrufsammeltaxi Bruchsal und Umgebung. Im Bereich Bruchsal gelten die Tarifbestimmungen des Karlsruher Verkehrsverbundes (KVV), nördlich von Bad Schönborn die des Verkehrsverbund Rhein-Neckar (VRN).

#### Radverkehr
Durch Alltagsrouten aus dem Radnetz Baden-Württemberg ist Bruchsal
- über die Stadtteile Heidelsheim und an Helmsheim vorbei sowie über Gondelsheim mit Bretten,
- über den Stadtteil Büchenau und über Stutensee mit Karlsruhe und
- über Ubstadt-Weiher (Ortsteile Ubstadt und Stettfeld) und Bad Schönborn mit Wiesloch und Walldorf verbunden.

Durch Bruchsal verlaufen als Landes-Radfernwege:
- Der Heidelberg-Schwarzwald-Bodensee-Radweg führt von Heidelberg nach Radolfzell. Er verläuft von St. Leon, Kronau und Ubstadt kommend durch Bruchsal und weiter über Gondelsheim nach Bretten.
- Der Badische Weinradweg[16] führt von Grenzach-Wyhlen am Hochrhein nach Laudenbach im Rhein-Neckar-Kreis, dabei werden sieben der neun badischen Weinanbaugebiete untereinander verbunden. Die Route verläuft dabei in großen Schleifen durch die Weinanbaugebiete von Weingarten (Baden) über die Stadtteile Obergrombach, Helmsheim und Heidelsheim nach Bruchsal und weiter über Kraichtal, Oberderdingen, Sulzfeld und Östringen nach Wiesloch.

Bruchsal ist Mitglied der AGFK (Arbeitsgemeinschaft Fahrrad- und Fußverkehrsfreundlicher Kommunen) in Baden-Württemberg.

#### Kfz-Verkehr
Bruchsal ist über die Bundesautobahn 5 (Karlsruhe–Frankfurt) (Anschlussstelle Bruchsal) zu erreichen. Ferner führen durch das Stadtgebiet die Bundesstraßen 3 (Karlsruhe–Heidelberg) und 35 (Bretten–Germersheim).

#### Flugverkehr
Weiterhin gibt es den Flugplatz Bruchsal.

### In Bruchsal ansässige Unternehmen
- Blanco Logistikzentrum

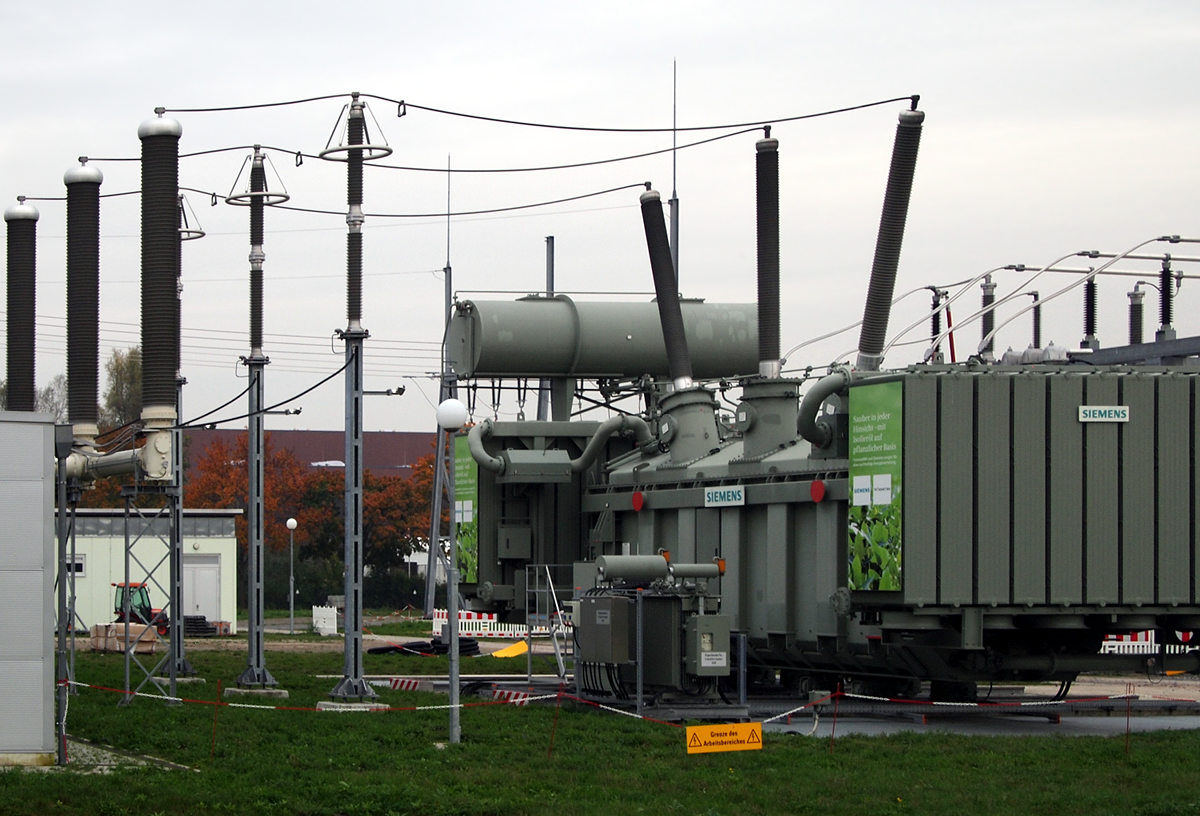
Zur Sicherung der Stromversorgung hat Bruchsal 2014 einen Höchstspannungs-Anschluss bekommen. TransnetBW setzt dafür einen pflanzenölgefüllten Leistungstransformator ein.

- DG Flugzeugbau Leichtflugzeugbau, wie Segelflugzeuge und Motorsegler
- Durst Malz, produziert Malz für die Brauereiindustrie
- DHL Frachtzentrum Bruchsal
- Hansa-Heemann, Hersteller von Mineralwasser und Erfrischungsgetränken
- John Deere Kabinenwerk und Europäisches Ersatzteilvertriebszentrum
- Reis Eurosystems GmbH Geldzähl-, Sortier- und Verpackungsmaschinen
- Ries Verkehrstechnik, Hersteller von Verkehrsschildern
- SHK AG, Einkaufsgenossenschaft unabhängiger Fachhandwerksbetriebe
- Sulzer AG, Schweizer Industriekonzern
- SEW-Eurodrive, ein Hersteller von Antriebstechnik
- Volocopter, Start-up im Bereich Luftfahrt
- Weingut Klumpp, Bioweinbaubetrieb mit zahlreichen Auszeichnungen
- Zabler Nudeln, mit den Marken Hochzeit Nudeln und Paradiso Bio

### Medien
In Bruchsal erscheint als Tageszeitung die „Bruchsaler Rundschau“, eine Lokalausgabe der in Karlsruhe erscheinenden Badischen Neuesten Nachrichten. Das Stadtmagazin „WILLI“ erscheint monatlich und ist auch online verfügbar.
Daneben gibt es die Internet-Plattformen „bruchsal.org“ und das Stadtinformationssystem „Bruchsal.de“.
Über digitales Kabelfernsehen sendet KraichgauTV wöchentlich aktualisiert Fernsehberichte von Ereignissen aus Bruchsal und der Region. Seit Anfang 2008 ist KraichgauTV mit der „Neuen Wochenschau“ tagesaktuell geworden.
Ferner gibt es das kostenlose „Bruchsaler Wochenblatt“ sowie den „Kurier“, das kostenlose Werbeblatt der Badischen Neuesten Nachrichten.
Zudem hat das Internetportal „ka-news.de“, das täglich Nachrichten aus Karlsruhe und dem Landkreis Karlsruhe veröffentlicht, einen eigenen Bereich mit News aus der Region Bruchsal.

### Behörden, Gericht und Justizvollzugsanstalt
Bruchsal ist Sitz eines Amtsgerichts, das zum Landgerichtsbezirk Karlsruhe gehört. Als Familiengericht ist das Amtsgericht Bruchsal gleichzeitig zuständig für die benachbarten Amtsgerichtsbezirke Bretten und Philippsburg. Ferner gibt es ein Finanzamt. Die Stadt ist Sitz der Geschäftsführung der Gesamtkirchengemeinde Bruchsal im Kirchenbezirk Bretten-Bruchsal der Evangelischen Landeskirche in Baden und des Dekanats Bruchsal des Erzbistums Freiburg.
In Bruchsal findet sich die Justizvollzugsanstalt Bruchsal, die im badischen Revolutionsjahr 1848 nach dem Vorbild des englischen Gefängnisses in Pentonville fertiggestellt wurde. Eine architektonische Leistung ist die renovierte Anstaltskirche in der Kuppel des Zentralbaus (1989). Das „Café Achteck“ bietet einen ernsten Gegensatz zur unweit gelegenen ehemaligen Barockresidenz der Bischöfe von Speyer. Im Jahr 2004 war die Anstalt mit durchschnittlich 629 Gefangenen belegt. Die prominentesten Häftlinge waren der RAF-Terrorist Christian Klar (bis Dezember 2008) und der Serienmörder Heinrich Pommerenke (bis Ende 2006). Die Anstalt verfügt über rund 320 Personalstellen.
Das Landratsamt Karlsruhe hat eine Außenstelle in Bruchsal, zu der auch das Ernährungszentrum Mittlerer Oberrhein (eröffnet 1997), eines von vier solcher Zentren in Baden-Württemberg, in dessen Funktion als Untere Landwirtschaftsbehörde gehört. Außerdem hat mit der BPD Bruchsal eine von fünf Bereitschaftspolizeidirektionen in Baden-Württemberg ihren Sitz in der Stadt. Die Bundeswehr ist in der General-Dr.-Speidel-Kaserne auf dem Eichelberg stationiert.

### Bildung
In Bruchsal existierte von 1998 bis 2009 eine private Hochschule, die International University in Germany. Der Betrieb wurde mangels Nachfrage, insbesondere aus wirtschaftlichen Gründen, zum 31. Dezember 2009 durch den Betreiber, die Educationtrend GmbH in Hamburg, abgewickelt. Ferner befindet sich in Bruchsal die Landesfeuerwehrschule Baden-Württemberg, die dem Innenministerium Baden-Württemberg untersteht. Sie ist für die Aus- und Fortbildung der Feuerwehrangehörigen sowie der Helfer des Katastrophenschutzes zuständig.
Bruchsal ist außerdem Sitz der Musik- und Kunstschule Bruchsal, aus der eine Vielzahl bekannter Musiker und Ensembles hervorgegangen sind.
Daneben gibt es in Bruchsal ein breit gefächertes Angebot an allgemeinbildenden Schulen, darunter das Justus-Knecht-Gymnasium, das Schönborn-Gymnasium und das von den Pallottinern gegründete private Gymnasium St. Paulusheim sowie die Albert-Schweitzer-Realschule (alle in der Bruchsaler Kernstadt), das Technische Gymnasium (TG) und das Wirtschaftsgymnasium (WG).
Zum Schuljahr 2006/07 startete ein weiteres privates Gymnasium, eine Dependance des Karlsruher Heisenberg-Gymnasiums. An Grund- und Hauptschulen gibt es die Burgschule (Obergrombach), die Dietrich-Bonhoeffer-Schule, die Johann-Peter-Hebel-Schule (beim Schlossgarten), die Joß-Fritz-Schule (Untergrombach), die Konrad-Adenauer-Schule (Südstadt) und die Stirumschule (Stadtmitte), ferner Grundschulen in den Stadtteilen Büchenau und Helmsheim.
An Sonderpädagogischen Bildungs- und Beratungszentren bestehen die Pestalozzischule (Förderschwerpunkt Lernen) sowie in Trägerschaft des Landkreises Karlsruhe die Karl-Berberich-Schule (Förderschwerpunkt geistige Entwicklung). Der Landkreis ist auch Träger der vier beruflichen Schulen in Bruchsal, nämlich der Balthasar-Neumann-Schule I, der Balthasar-Neumann-Schule II (beides gewerbliche Schulen), der Handelslehranstalt (kaufmännische Schule) und der Käthe-Kollwitz-Schule (hauswirtschaftliche Schule sowie sozialwissenschaftliches (Neu ab Sep. 2009) ernährungswissenschaftliches und biotechnologisches Gymnasium).
Die Abendrealschule Bruchsal und die drei Privatschulen Krankenpflegeschule an der Fürst-Stirum-Klinik Bruchsal, die jedoch in der Pflegeschule Bretten und Bruchsal aufgegangen ist, und die Fachschule für Sozialpädagogik St. Maria runden das Schulangebot in Bruchsal ab.

### Forschung
Auf dem Gelände der ehemaligen Dragonerkaserne wurde im Juli 2019 das Forschungsprojekt für urbane und autonome Güterlogistik, efeuCampus gestartet. Auf dem Testgelände werden Systeme für die autonome Güterzustellung und -abholung entwickelt und erprobt. Gefördert wird das Gesamtprojekt von der Europäischen Union und dem Land Baden-Württemberg.

## Kultur und Sehenswürdigkeiten

### Theater
In Bruchsal ist der Sitz der Badischen Landesbühne. Das Theater bespielt mit seinem Ensemble die Bühne im Bürgerzentrum (auf dem Gelände der ehemaligen Psycha (Frauengefängnis), heute Bürgerpark).

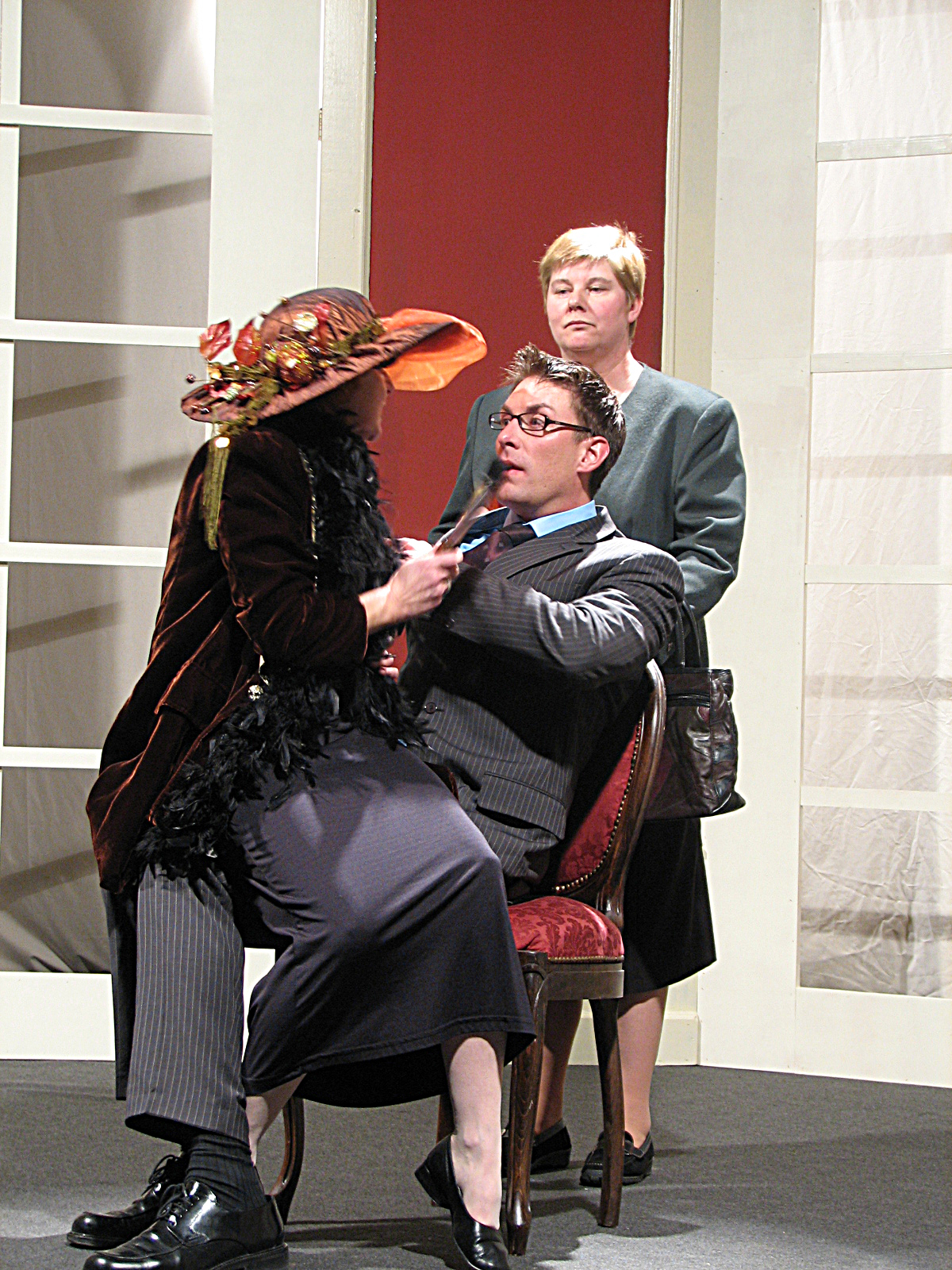
Szene aus „Le Tartuffe“ von J. B. Molière, Exil Theater, 2008

 Im Jahr 2007 wurde das Exil Theater e. V. gegründet und hat zunächst in der Aula der Handelslehranstalt eine vorübergehende Wirkungsstätte gefunden. Seit 2011 hat der Theaterverein in der Bahnstadt am Güterbahnhof 5 ein eigenes, dauerhaftes Domizil bezogen. Das Platzangebot ist variabel (ca. 90 bis 189 Sitze). Der Spielplan mit 4 bis 6 Stücken jährlich umfasst nahezu alle Genres für alle Altersstufen. Mit Willi die Bühne hat das Exil Theater e. V. einen Kooperationspartner gefunden, der das kulturelle Angebot in der Bahnstadt im Bereich Kleinkunst/Kabarett mit jährlich 10 Veranstaltungen ergänzt. Außerdem findet jährlich im Juli der Theatersommer der Badischen Landesbühne im Exil und auf dem Vorplatz des Exil Theaters statt. Dazu kommen auch die Aufführungen des Griechischen Theaters Bruchsal, welches die Kultur der Stadt seit Sommer 2022 wieder mit bereichert.
Seit 1965 besteht die Theatergruppe Die Koralle, die jährlich zwei bis drei klassische und moderne Stücke aufführt. Das Domizil der Koralle ist das Riff im Eggerten 47 (früher Hochstraße 1c, gegenüber vom Friedhof), das auch als Kleinkunstbühne für externe Veranstaltungen zur Verfügung gestellt wird. Das Sommerstück wird traditionell als „Freilichtspiel“ am Belvedere im Stadtgarten inszeniert.

### Musik
Bruchsal hat eine lebendige Musikszene bestehend aus Amateur- und semiprofessionellen Bands der Genres Rock, Hardcore und Jazz, einen Historischen Fanfarenzug, Guggemusik-Kapellen, einen Knabenchor („Bruchsaler Schlossspatzen“) und verschiedene weitere Chöre sowie Musikvereine.
Seit 1955, nach dem teilweisen Wiederaufbau des Residenzschlosses, finden im spätbarocken Louis-Seize-Ambiente des Kammermusiksaals die Bruchsaler Schlosskonzerte statt, die vom Kulturring Bruchsal e. V. verantwortet und organisiert werden. Zu dieser jeweils von September bis Mai stattfindenden Konzertreihe wurden und werden – teilweise auch in Zusammenarbeit mit dem SWR – renommierte Musiker und hochbegabte Nachwuchskünstler der internationalen Kammermusikszene eingeladen.

### Museen
Das Badische Landesmuseum unterhält im Bruchsaler Schloss eine Zweigstelle. Diese beherbergt eine kunstgeschichtliche Sammlung und das Deutsche Musikautomaten-Museum. Das Städtische Museum, ebenfalls im Barockschloss untergebracht, dokumentiert die Historie des Bruchsaler Raumes von der Steinzeit (Michelsberger Kultur) bis zum Luftangriff vom 1. März 1945 und seinen Folgen. In den Stadtteilen Heidelsheim und Untergrombach (Firstsäulenständerbau aus dem 15. Jahrhundert) gibt es jeweils ein Heimatmuseum. Ferner gibt es ein Kindergartenmuseum, das Gegenstände zur Geschichte und Entwicklung des Kindergartens, wie Spiele, Puppen und Kindergartenmobiliar, zeigt. Im Damianstor beim Schloss zeigt der „Kunstverein Das Damianstor Bruchsal“ zeitgenössische Kunst.

### Gedenkstätten
An der Stelle der Städtischen Feuerwehr Friedrichstraße 78 erinnert seit 1966 eine Gedenktafel an die von den SA-Männern zerstörte Synagoge. Ein Denkmal mit der Aufschrift Tag und Nacht weine ich, nie endend. Jer 14,17 am Waldrand des Eichelberges von Obergrombach hält die Erinnerung an den Jüdischen Friedhof wach, der in der NS-Zeit geschändet wurde. Seit 1984 erinnert eine Gedenktafel im Lichthof des Schönborn-Gymnasiums an den ehemaligen Schüler Ludwig Marum, der 1934 im KZ Kislau ermordet wurde. Eine weitere an Marum erinnernde Gedenktafel ist 2014 am Finanzamtsgebäude, dem ehemaligen Sitz des Schörnborn-Gymnasiums, enthüllt worden. Eine Gedenkplakette im St. Paulusheim in der Huttenstraße informiert über den römisch-katholischen Pallottiner-Priester Franz Reinisch, der wegen Verweigerung des Fahneneids auf Hitler und der Verweigerung des Wehrdienstes in Görden 1942 hingerichtet wurde.

### Bauwerke

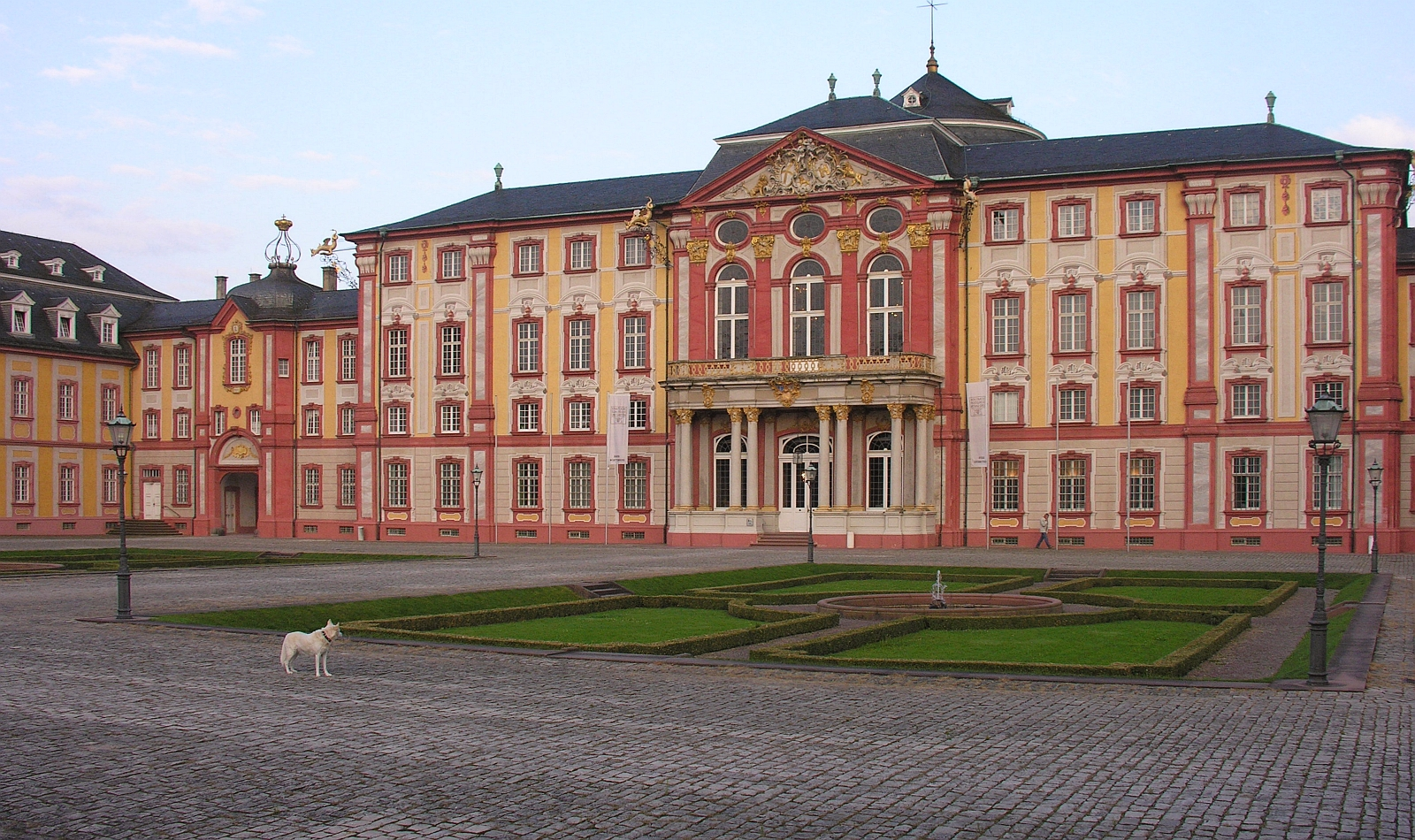
Haupteingang des Schlosses Bruchsal auf der Vorderseite im Innenhof des Schlosses

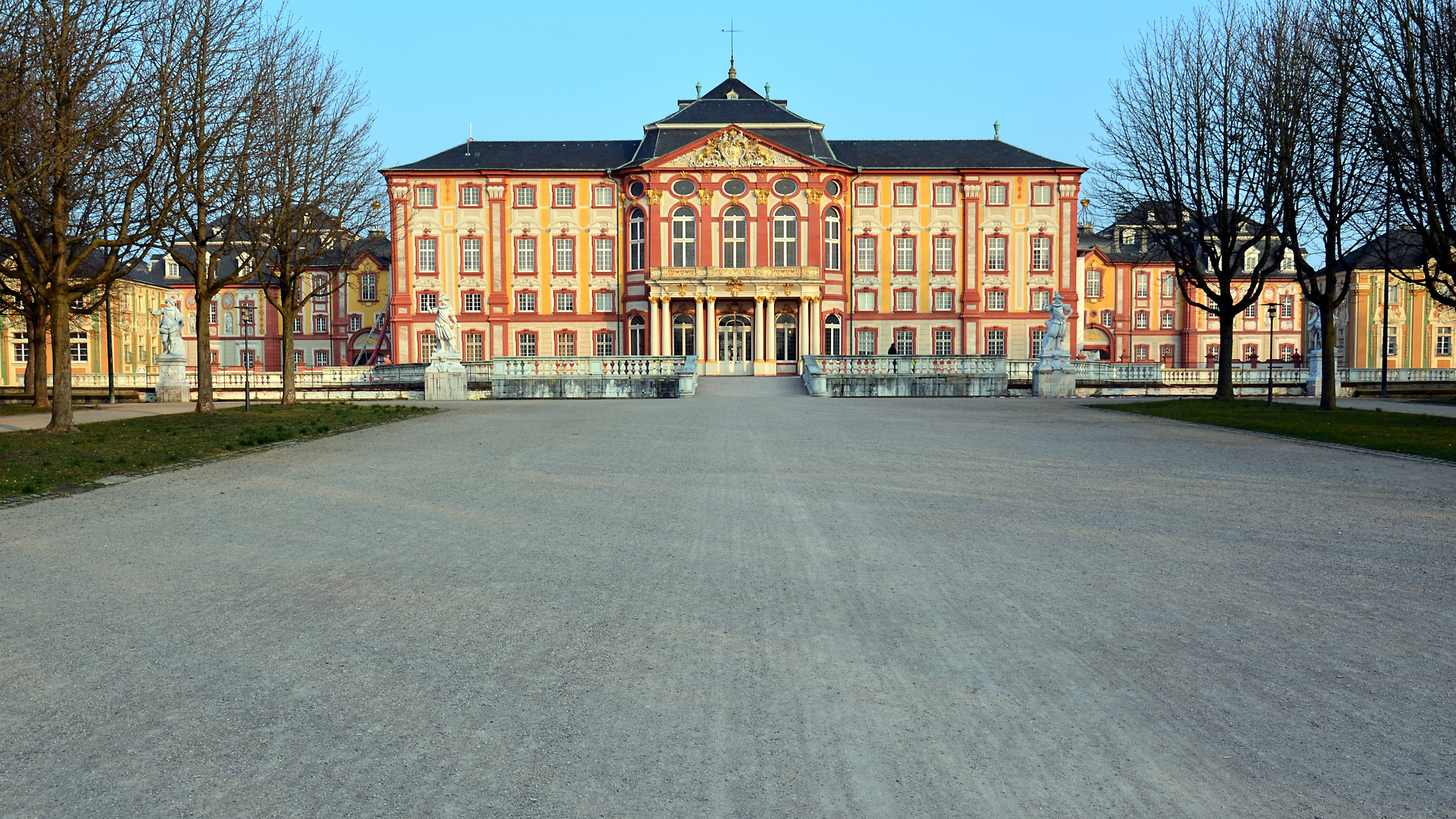
Bruchsaler Schloss, Gartenfront

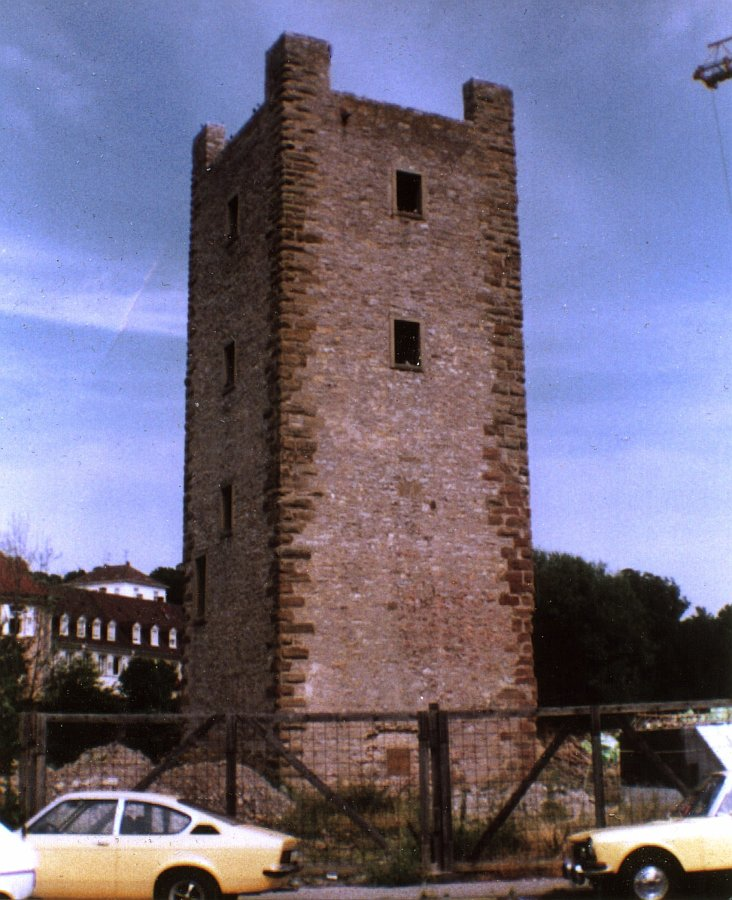
Bergfried Bruchsal 1983

Für die unter Denkmalschutz stehenden Kulturdenkmale der Stadt, siehe die Liste der Kulturdenkmale in Bruchsal.
Das Bruchsaler Schloss im barocken Stil, ehemalige Residenz der Fürstbischöfe von Speyer, wurde ab 1720 nach Plänen des kurfürstlichen Oberbaudirektors Anselm Franz Freiherr von Ritter zu Groenesteyn errichtet. Es handelt sich im Kern um eine Dreiflügelanlage, die auf Planungen des kurmainzischen Oberbaudirektors Maximilian von Welsch zurückgeht. Nach mehrfachen Planänderungen wurde das zentrale Treppenhaus durch Balthasar Neumann errichtet, der seit 1731 die Bauleitung übernommen hatte. Es gilt gemeinhin als eine der gelungensten Lösungen einer barocken Treppenanlage. Die Schlossanlage umfasst zahlreiche Gebäudeteile, darunter das Damianstor und die Hofkirche Bruchsal. In den letzten Tagen des Zweiten Weltkriegs wurde das Schloss im Zuge der Luftangriffe auf die Stadt schwer getroffen. Während des schwersten Angriffs am 1. März 1945 wurde Bruchsal nahezu vollständig von dem durch das Bombardement ausgelösten Feuersturm zerstört. Auch das Schloss brannte aus; die Substanz des Treppenhauses überdauerte im Gegensatz zur Kuppel aber weitgehend die Zerstörungen. Der Mittelbau (Corps de Logis) wurde nach längeren Diskussionen um das Ob und Wie des Wiederaufbaus bis in die 1970er-Jahre hinein als Museum rekonstruiert, der Kirchenflügel hingegen modern gestaltet.

„Wer sehen will, was frei und groß und reizend ist, der muß nach Bruchsal gehn. – Gestern war ich auch hier auf dem Schloß droben. Da zieht’s. Ich habe einen Schnupfen, als hätt ich den Schädel voll Schusterpech und Sauerkraut.“

Der Belvedere war ursprünglich ein Lustschlösschen, das 1758 durch ein Schießhaus für die vom Hofstaat veranstalteten Schützenfeste ergänzt wurde. Dieses erhielt im Laufe der Zeit von der Bevölkerung den Namen Belvedere, da von hier aus ein schöner Blick auf die Stadt gegeben ist. Der Belvedere ist im Stadtgarten gelegen.
Bedeutendste Kirche der Stadt ist die 1742 bis 1744 durch Johann Georg Stahl nach Plänen von Balthasar Neumann errichtete Pfarrkirche St. Peter mit Grablege der letzten Fürstbischöfe von Speyer. Sie ist ein barocker Zentralbau mit Doppelturmfassade und beherrscht einen Hügel am südlichen Stadtrand. Daneben gibt es die katholische Stadtkirche Unserer Lieben Frau und die Martin-Luther-Kirche (evangelische Hauptkirche der Stadt). Die moderne Kirche St. Josef wurde nach dem Zweiten Weltkrieg gebaut. Das Rathaus am Marktplatz ist ein moderner Bau aus den 1950er-Jahren, der mittlerweile unter Denkmalschutz steht. Ebenso wie der Schlachthof, der allerdings eine Jugendstil-Backstein-Industriearchitektur verkörpert, die als Ensemble deutschlandweit nur noch selten vorzufinden ist.
Von der hochmittelalterlichen Burg Bruchsal hat sich der Bergfried mit Eckbuckelquadern erhalten. Seit 1987 ist er in das moderne Bürgerzentrum eingebunden.
Im Zuge der durch diverse historische Bauwerke geprägten Klosterstraße wird der Saalbach mittels der Nepomukbrücke überquert.
Die Brunnenstraße 8 in Obergrombach ist ein Beispiel für regionaltypische unter Denkmalschutz stehende Gebäude.

### Parks
In der Kernstadt befinden sich drei größere Parkanlagen, die den Bruchsaler Bürgerinnen und Bürgern als Naherholungsraum dienen.
Stadtgarten
Der Stadtgarten liegt auf dem Bruchsaler Steinsberg. Die 3 Hektar große Fläche gelangte 1877 in städtischen Besitz. 1901 wurden auf dem Gelände seltene Bäume und Sträucher gepflanzt und der Stadtgarten an die Öffentlichkeit übergeben. Im Park befindet sich das fürstbischöfliche Schießhaus, genannt Belvedere, das 1756 im chinesischen Stil erbaut wurde. Aus der gleichen Epoche stammt das Reservegebäude, das Fürstbischof von Hutten 1750 ursprünglich als Wasserreservoir für das unterhalb liegende Schloss erbauen ließ. In dem ehemaligen umgebauten Wasserreservoir befindet sich heute das Schönborn-Gymnasium. 1912 wurde im Stadtgarten der Ferdinand-Keller-Brunnen errichtet.
Bürgerpark
Der Bürgerpark im Zentrum von Bruchsal ist eine 1,5 Hektar große Grünanlage und wurde Ende der 1980er Jahre beim Bau des städtischen Bürgerzentrums angelegt. Er liegt auf dem Areal des Alten Schlosses und der alten Strafanstalten und befand sich im Besitz des Landes Baden-Württemberg. Das Gebiet wurde während der Bombardierung Bruchsals am 1. März 1945 fast vollständig zerstört.
Schlossgarten
Der Schlossgarten ist die größte Parkanlage der Stadt und wird von der Institution Staatliche Schlösser und Gärten Baden-Württemberg verwaltet. Der obere Schlossgarten wurde ab 1721 zeitgleich mit dem Schloss angelegt, wohingegen der mittlere und untere Schlossgarten nie endgültig ausgebaut wurde. Er ist heute durch die Bahnlinie nach Heidelberg vom oberen Schlossgarten abgetrennt und besteht nur noch aus einer Allee.

### Natur

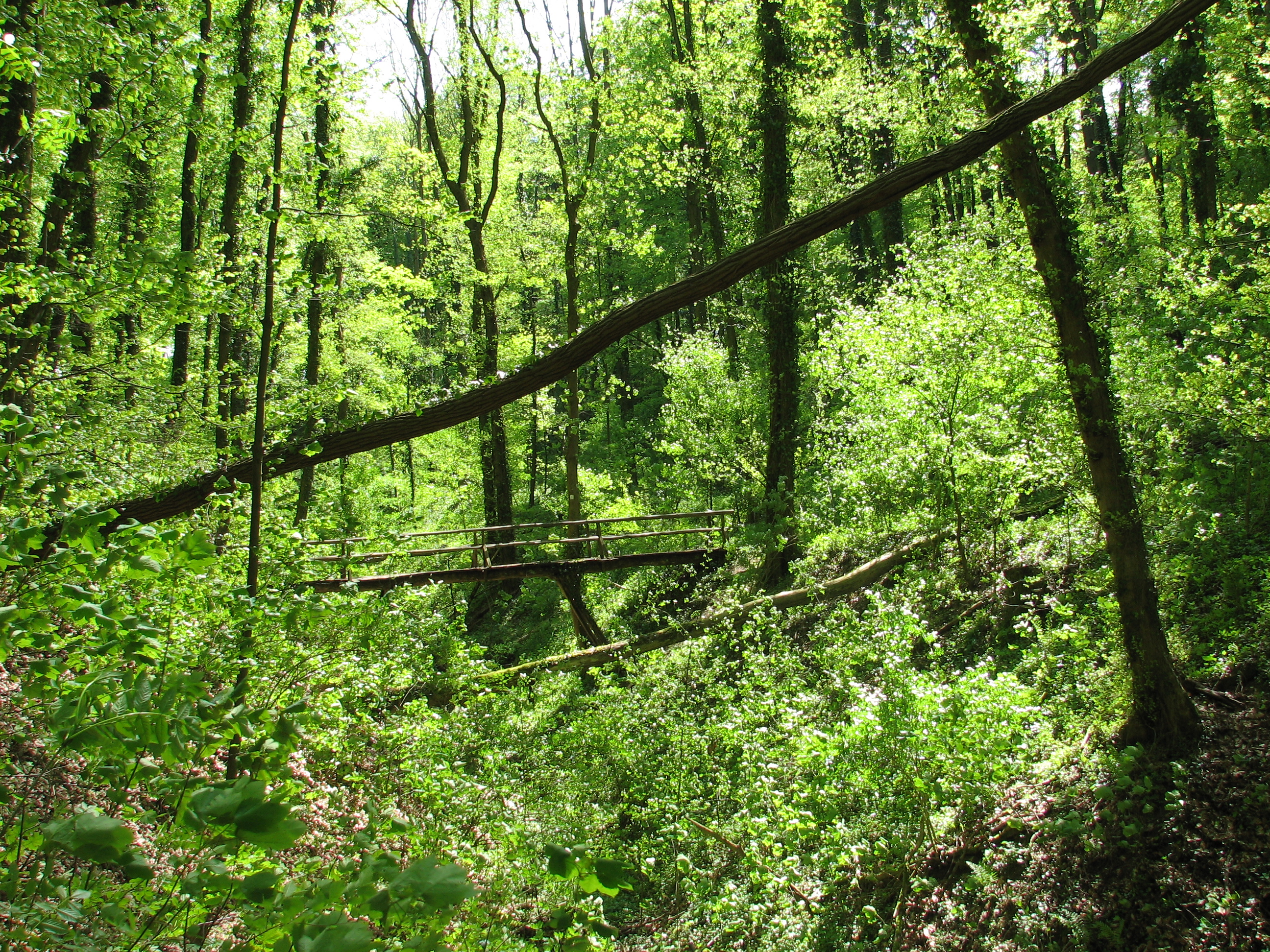
In der Ungeheuerklamm

Bruchsal liegt am Rand des Kraichgauer Hügellandes und ist eingebettet in kleinteilige Ackerbaulandschaften, Streuobstwiesen, Weinberge, Wälder, Lößhohlwege und Auen.
Naturschutzgebiete
Es gibt zwei vergleichsweise alte Naturschutzgebiete: Der Kaiserberg neben dem Michaelsberg und die Ungeheuerklamm. Letztere schneidet bis zu 15 Meter in den Muschelkalk der Region. Die Bezeichnung „ungeheuer“ ist von „groß“ beziehungsweise „tief“ abgeleitet: Die Ungeheuerklamm ist eine bis zu 100 Meter tiefe Schlucht, die vom Kraichgau in den Rhein herabströmende Flüsse gegraben haben.
Hohlwege
Auf Bruchsaler Gemarkung finden sich zahlreiche Hohlwege, die durch Erosion in den teilweise meterdicken Lössschichten unbefestigter Wegverbindungen entstanden sind. Abfließendes Niederschlagswasser führte die durch Pferdehufe, Wagenräder und Schritte gelockerte Erde mit sich und so wurden die Hohlen im Lauf der Jahrhunderte immer tiefer. Das dadurch entstandene Mikroklima mit schattigen und sonnigen, trockenen und feuchten sowie windigen und windstillen Plätzen bietet ökologisch wertvolle Lebensräume für eine spezifische Fauna und Flora.

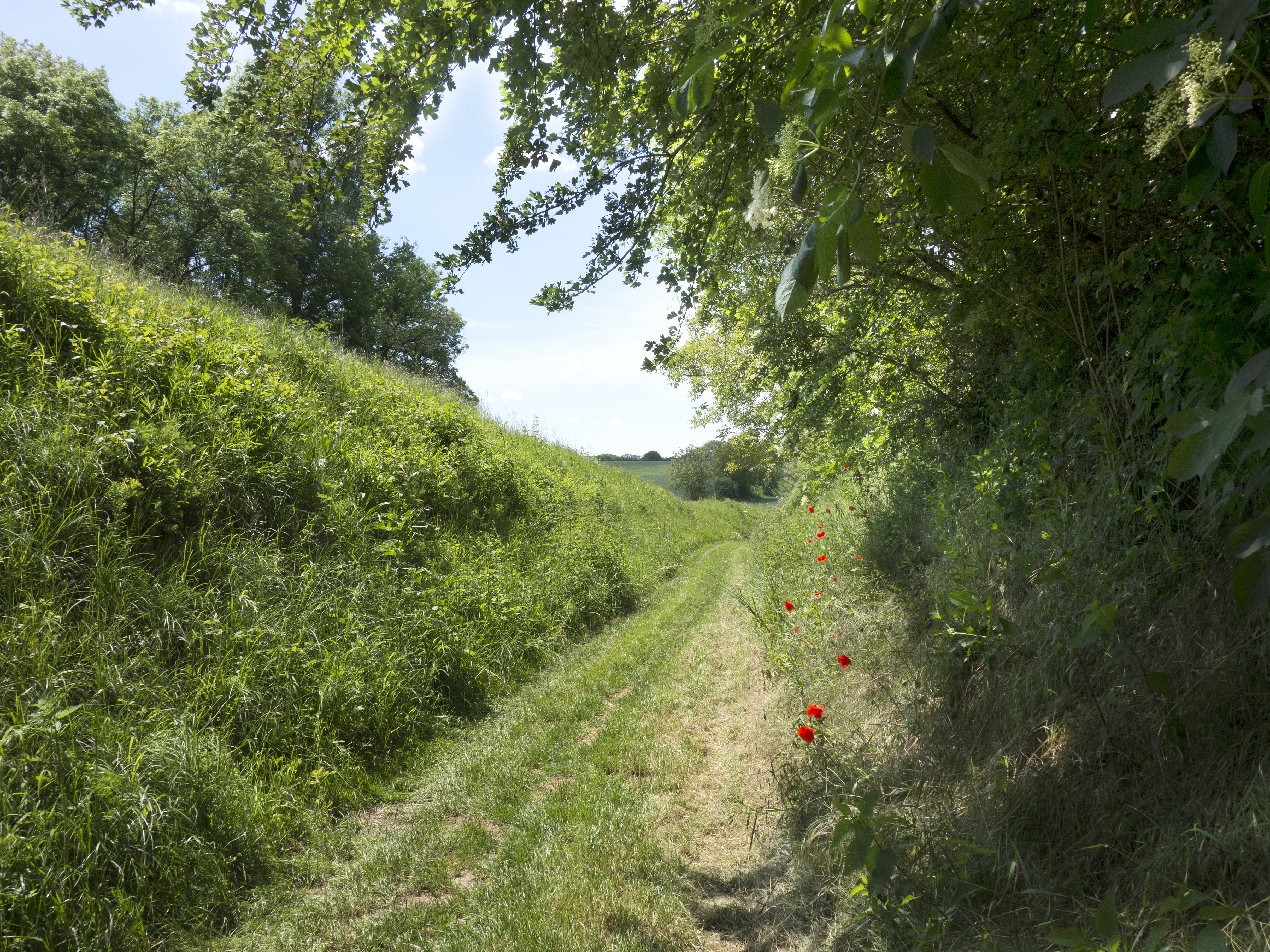
Naturdenkmal „Kreuzhohle“
Die Kreuzhohle ist Bestandteil der alten Ortsverbindung „Alter Unteröwisheimer Weg“ und seit dem 2. Mai 1986 als flächenhaftes Naturdenkmal ausgewiesen. Neben dem dichten Heckenbestand im eigentlichen Hohlenbereich findet man in der Kreuzhohle auch artenreiche Trockenrasen.
Weitere Hohlwege in Bruchsal: Alte Hohle, Auhohle, Geckelterhohle, Gemmericherhohle, Obergrombacher Hohle, Pfaffenlochhohle, Tiefentalhohle, Vogelhohle.

### Wallfahrtsort
Die Michaelskapelle auf dem Michaelsberg bei Untergrombach ist ein Wallfahrtsort.

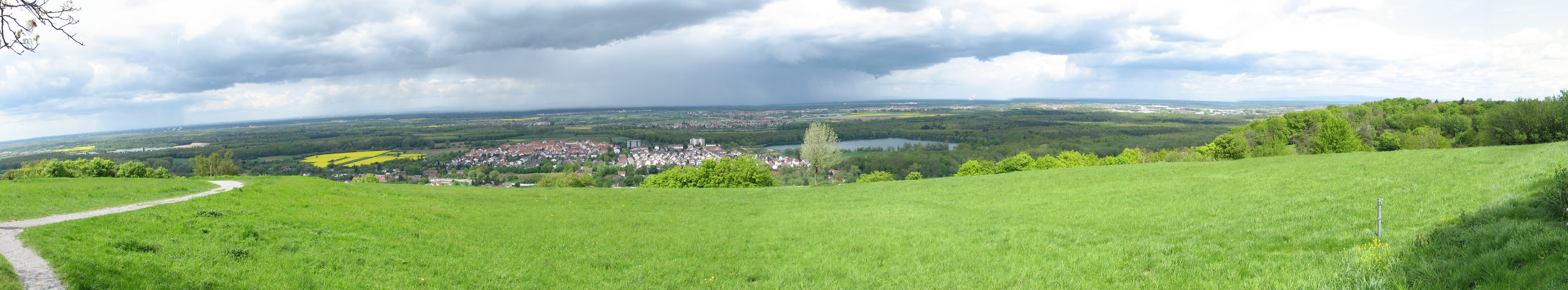
Blick vom Michaelsberg auf Untergrombach

### Ferienstraßen
Bruchsal liegt an vier bedeutenden touristischen Straßen, die an zahlreichen Sehenswürdigkeiten vorbeiführen:
- Badische Spargelstraße, die von Schwetzingen über Bruchsal nach Lichtenau-Scherzheim führt.
- Bertha Benz Memorial Route, von Mannheim nach Pforzheim und wieder zurück nach Mannheim. Dabei durchfuhr Bertha Benz mit ihren beiden Söhnen 1888 bei der ersten automobilen Fernfahrt der Geschichte auf der Hinfahrt Bruchsal und Untergrombach, auf der Rückfahrt Helmsheim, Heidelsheim und erneut Bruchsal.
- Straße der Demokratie, von Frankfurt am Main über Bruchsal und Freiburg im Breisgau nach Lörrach.
- Weinstraße Kraichgau-Stromberg, die auf 355 Kilometern das Badische mit dem Württembergischen Weinbaugebiet verbindet.

### Veranstaltungen
2015 trug Bruchsal die Heimattage Baden-Württemberg aus.
Am 4. November 2017 fand der Deutsche Turntag in Bruchsal statt.